# Live in Bohema Jazz Club
Live in Bohema Jazz Club – piąty, koncertowy album jazzowej grupy Graal Antoniego Gralaka. Album otwierał cykl wydawnictw muzycznych klubu jazzowego Bohema w Olsztynie i został wydany przez wytwórnię Biodro Records. Na łamach polskiej edycji Playboya zawartość albumu określono jako "powalającą w klimatach muzycznych Colemana", natomiast miesięcznik "Jazz Forum" w recenzji płyty napisał, iż w "skotłowanych improwizacjach tkwi niepohamowana żywiołowość, witalność, drapieżność, jest niesamowity dramatyzm i nieco nostalgii, a z drugiej strony lekkość i humor". O charakterze albumu decyduje aż sześciu muzyków grających na instrumentach dętych w oktecie, który wziął udział w nagraniu.

## Lista utworów
| 1.  | "Pepesza"           | 2:32  |
|     |                     |       |
| 2.  | "Gruba Berta"       | 5:00  |
|     |                     |       |
| 3.  | "Chudy"             | 3:37  |
|     |                     |       |
| 4.  | "Mantra"            | 8:54  |
|     |                     |       |
| 5.  | "Marsz a masz"      | 1:45  |
|     |                     |       |
| 6.  | "Pogrzeb Ka-cyka"   | 4:36  |
|     |                     |       |
| 7.  | "Na siedem"         | 3:52  |
|     |                     |       |
| 8.  | "Hymn Częstochowa"  | 2:50  |
|     |                     |       |
| 9.  | "O dża dżamba"      | 2:58  |
|     |                     |       |
| 10. | "Bibianko Federiko" | 3:44  |
|     |                     |       |
| 11. | "Lester"            | 6:24  |
|     |                     |       |
| 12. | "Tequila bum-bum"   | 5:37  |
|     |                     |       |
|     |                     | 51:49 |
|     |                     |       |

## Wykonawcy
- Antoni Gralak – trąbka, róg
- Locko Richter – gitara basowa
- Arkadiusz Skolik – perkusja
- Bronisław Duży – puzon
- Aleksander Korecki – saksofon altowy
- Włodzimierz Kiniorski – saksofon tenorowy
- Mateusz Pospieszalski – saksofon barytonowy
- Piotr Wojtasik – trąbka